# IC 3363
IC 3363 је елиптична галаксија у сазвјежђу Дјевица која се налази на листи објеката дубоког неба у Индекс каталогу.
Деклинација објекта је + 12° 33' 40" а ректасцензија 12h 27m 3,0s. Привидна величина (магнитуда) објекта IC 3363 износи 14,3 а фотографска магнитуда 15,3. IC 3363 је још познат и под ознакама CGCG 70-88, VCC 965, PGC 40786.